# Puchar Zdobywców Pucharów (1979/1980)
XX Puchar Europy Zdobywców Pucharów 1979/1980

(ang. European Cup Winners’ Cup)

## 1/32 finału
| Rangers F.C. – Lillestrøm SK 1:0 i 2:0 1 21.08 1979 1:0 Smith 12 2 08.09 1979 1:0 MacDonald 41, 2:0 Johnstone 89 (mecz w Oslo)                                                       |
| Boldklubben 1903 – APOEL FC 6:0 i 1:0 1 15.08 1979 1:0 Haarbye 4, 2:0 Larsen 26, 3:0 Kristiansen 56, 4:0 Kristiansen 68, 5:0 Thygesen 74, 6:0 Thygesen 87 2 08.09 1979 1:0 Larsen 67 |

## 1/16 finału
| Juventus F.C. – Rába ETO 2:0 i 1:2 1 19.09 1979 1:0 Pozsgai 64s, 2:0 Cabrini 73k 2 03.10 1979 0:1 Furino 4s, 0:2 Poczik 23, 1:2 Causio 52 |
| Lahden Reipas – Aris Bonnevoie 0:1 i 0:1 1 19.09 1979 0:1 Schütz 57 2 03.10 1979 0:1 Collins 32 |
| Arka Gdynia – Beroe Stara Zagora 3:2 i 0:2 1 19.09 1979 1:0 Kwiatkowski 23, 1:1 Petkow 42, 2:1 Korynt 47, 3:1 Korynt 54, 3:2 Lipenski 62 2 03.10 1979 0:1 Stojanow 33, 0:2 Petkow 36                                                                         |
| Panionios GSS – FC Twente 4:0 i 1:3 1 19.09 1979 1:0 Liolios 26, 2:0 Liolios 49, 3:0 Pathiakakis 79k, 4:0 Anastopoulos 86 2 03.10 1979 0:1 Bos 1, 0:2 Linstedt 13, 0:3 Otto 75, 1:3 Anastopoulos 83                                                          |
| SSW Innsbruck – FC Lokomotíva Košice 1:2 i 0:1 1 19.09 1979 0:1 Strapek 8, 1:1 Poll 16k, 1:2 Jacko 63 2 03.10 1979 0:1 Kozak 6 |
| Rangers – Fortuna Düsseldorf 2:1 i 0:0 1 19.09 1979 1:0 MacDonald 68, 2:0 McLean 75, 2:1 Wenzel 81 2 03.10 1979 |
| Arsenal F.C. – Fenerbahçe SK 2:0 i 0:0 1 19.09 1979 1:0 Sunderland 30, 2:0 Young 85 2 03.10 1979 |
| Boldklubben 1903 – Valencia CF 2:2 i 0:4 1 19.09 1979 1:0 Thygesen 19, 1:1 Arias 25, 1:2 Castellanos 38, 2:2 Hansen 73 2 03.10 1979 0:1 Felman 44, 0:2 Kempes 73, 0:3 Saura 86, 0:4 Kempes 90,                                                               |
| Wrexham – 1. FC Magdeburg 3:2 i 2:5 (dog) 1 19.09 1979 1:0 McNeill 2, 1:1 Streich 14, 1:2 Steinbach 42, 2:2 Fox 61, 3:2 Buxton 72 2 03.10 1979 1:0 Winter 25, 1:1 Hofmann 28, 2:1 Hill 34, 2:2 Hofmann 54k, 2:3 Mewes 90, 2:4 Steinbach 93k, 2:5 Streich 115 |
| IFK Göteborg – Waterford 1:0 i 1:1 1 19.09 1979 1:0 Holm 59k 2 03.10 1979 1:0 McCarthy 29s, 1:1 Keane 77 |
| Beerschot Antwerpia – NK Rijeka 0:0 i 1:2 1 19.09 1979 2 03.10 1979 1:0 Mucher 35, 1:1 Radović 44, 1:2 Radović 90 |
| BSC Young Boys – Steaua Bukareszt 2:2 i 0:6 1 19.09 1979 0:1 Stoica 39, 1:1 Zwygart 43k, 1:2 lordănescu 44, 2:2 Schönenberger 79 2 03.10 1979 0:1 Nitu 3, 0:2 Sames 8, 0:3 Aelenei 47, 0:4 Raducanu 56, 0:5 Sames 66, 0:6 Zahiu 72                           |
| Sliema Wanderers – Boavista FC 2:1 i 0:8 1 12.09 1979 0:1 Eliseu 34k, 1:1 Tortell 46k, 2:1 Tortell 69k 2 05.10 1979 0:1 Ailton 7, 0:2 Julio 17, 0:3 Julio 28, 0:4 Moinhos 37, 0:5 Salvador 52, 0:6 Julio 55, 0:7 Folha 62, 0:8 Oscar 90                      |
| Cliftonville F.C. – FC Nantes 0:1 i 0:7 1 20.09 1979 0:1 Rampillon 25 2 03.10 1979 0:1 Trossero 3, 0:2 Pecout 21, 0:3 Rampillon 28, 0:4 Amisse 43, 0:5 Pecout 53, 0:6 Trossero 62, 0:7 Pecout 81                                                             |
| Íþróttabandalag Akraness – FC Barcelona 0:1 i 0:5 1 26.09 1979 0:1 Rexach 77 (mecz w Reykjavíku) 2 03.10 1979 0:1 Krankl 23, 0:2 Simonsen 28, 0:3 Rexach 61, 0:4 Asensi 70, 0:5 Carrasco 79                                                                  |
| Dinamo Moskwa – KF Vllaznia walkower Vllaznia wycofał się |

## 1/8 finału
| Beroe Stara Zagora – Juventus F.C. 1:0 i 0:3 (dog) 1 24.10 1979 1:0 Stojanow 80k 2 07.11 1979 0:1 Scirea 8, 0:2 Causio 104, 0:3 Verza 111 |
| Panionios GSS – IFK Göteborg 1:0 i 0:2 1 24.10 1979 1:0 Anastopoulos 42 2 07.11 1979 0:1 Nordin 17, 0:2 Holmgren 48 |
| FC Lokomotíva Košice – NK Rijeka 2:0 i 0:3 1 24.10 1979 1:0 Kozak 28, 2:0 Kozak 38 2 07.11 1979 0:1 Desnica 1k, 0:2 Desnica 44, 0:3 Desnica 75 |
| Valencia CF – Rangers 1:1 i 3:1 1 24.10 1979 1:0 Kempes 23, 1:1 McLean 45 2 07.11 1979 1:0 Bonhof 17, 1:1 Johnstone 25, 2:1 Kempes 43, 3:1 Kempes 78 |
| FC Nantes – Steaua Bukareszt 3:2 i 2:1 1 24.10 1979 1:0 Pecout 58, 1:1 Raducanu 62k, 1:2 Raducanu 66k, 2:2 Pecout 70, 3:2 Touré 72 2 07.11 1979 0:1 lonescu 16, 1:1 Pecout 60, 2:1 Amisse 82                                                                                 |
| Arsenal F.C. – 1. FC Magdeburg 2:1 i 2:2 1 24.10 1979 1:0 Young 3, 1:1 Pommerenke 49, 2:1 Sunderland 61 2 07.11 1979 1:0 Price 26, 1:1 Streich 50k, 2:1 Brady 85, 2:2 Stahmann 87                                                                                            |
| Aris Bonnevoie – FC Barcelona 1:4 i 1:7 1 24.10 1979 0:1 Simonsen 53, 1:1 Mathes 64, 1:2 Rexach 66, 1:3 Simonsen 77, 1:4 Simonsen 90 2 07.11 1979 0:1 Krankl 14, 0:2 Heredia 16, 0:3 Krankl 27, 0:4 Krankl 44, 1:4 Schütz 47, 1:5 Heredia 56, 1:6 Carrasco 82, 1:7 Canito 87 |
| Dinamo Moskwa – Boavista FC 0:0 i 1:1 1 24.10 1979 2 07.11 1979 1:0 Minajew 27, 1:1 Moinhos 35 |

## 1/4 finału
| NK Rijeka – Juventus F.C. 0:0 i 0:2 1 05.03 1980 2 19.03 1980 0:1 Causio 5, 0:2 Bettega 72                                                                                                |
| Arsenal F.C. – IFK Göteborg 5:1 i 0:0 1 05.03 1980 0:1 Nilsson 30, 1:1 Sunderland 31, 2:1 Price 38, 3:1 Sunderland 43, 4:1 Brady 57, 5:1 Young 64 2 19.03 1980                            |
| FC Barcelona – Valencia CF 0:1 i 3:4 1 05.03 1980 0:1 Pablo 51 2 19.03 1980 0:1 Saura 10, 1:1 Canito 15, 2:1 Landaburú 26, 2:2 Bonhof 39, 2:3 Saura 77, 2:4 Kempes 88k, 3:4 Canito 89     |
| Dinamo Moskwa – FC Nantes 0:2 i 3:2 1 05.03 1980 0:1 Tusseau 57, 0:2 Pecout 87 (mecz w Tbilisi) 2 19.03 1980 1:0 Minajew 23, 2:0 Gazzajew 41, 2:1 Michel 43, 2:2 Touré 70, 3:2 Kolesow 88 |

## 1/2 finału
| Arsenal F.C. – Juventus F.C. 1:1 i 1:0 1 09.04 1980 0:1 Tardelli 33, 1:1 Bettega 84s 2 23.04 1980 1:0 Vaessen 88                                                               |
| FC Nantes – Valencia CF 2:1 i 0:4 1 09.04 1980 1:0 Baronchelli 25, 1:1 Kempes 55, 2:1 Baronchelli 79 2 23.04 1980 0:1 Bonhof 9, 0:2 Subirats 43, 0:3 Kempes 58, 0:4 Kempes 77k |

## Finał
| 14 maja 1980 Bruksela Stadion Heysel (36 000) Valencia CF: Arsenal F.C. 0:0 (0:0, 0:0), karne 5:4 Sędzia: Vojtěch Christov (Czechosłowacja) Karne: 0:0 Mario Kempes (-), 0:0 Liam Brady (-), 1:0 Daniel Solsona, 1:1 Frank Stapleton, 2:1 Pablo Rodriquez, 2:2 Alan Sunderland, 3:2 Angel Castellanos, 3:3 Brian Talbot, 4:3 Rainer Bonhof, 4:4 John Hollins, 5:4 Ricardo Arias, 5:4 Graham Rix (-) Valencia Club de Fútbol (trener Alfredo Di Stéfano): Carlos Perreira – Jose Carrette, Manuel Botubot, Ricardo Arias, Miguel Tendillo (kapitan), Daniel Solsona, Enrique Saura, Rainer Bonhof, Javier Subirates (112 Angel Castellanos), Mario Kempes, Pablo Rodriguez Arsenal Football Club (trener Terry Neill): Pat Jennings – Pat Rice (kapitan), Sammy Nelson, Brian Talbot, David O’Leary, Willie Young, Liam Brady, Alan Sunderland, Frank Stapleton, David Price (John Hollins), Graham Rix |